# 東京好球倶楽部
東京好球倶楽部（とうきょうこうきゅうくらぶ）は、東京都小平市に本拠地を置き、日本野球連盟に所属する社会人野球のクラブチームである。

## 概要
1995年1月に発足し、日本野球連盟および東京都野球連盟多摩支部に加盟した。

## 主要大会の出場歴・最高成績
- 第2回あきる野市長杯大会 優勝（2001年）
- JABA一関市長旗争奪クラブ野球大会 優勝1回（2002年）
- 平成15年度東京都クラブ秋季大会 準優勝（2003年）
- 平成16年度東京都クラブ春季大会 優勝（2004年）
- 平成17年度東京都クラブ春季大会 準優勝（2005年）
- ナショナルクラブベースボールシリーズ　出場1回、準優勝1回（2006年）